# Moscow River Cup 2018
Moscow River Cup 2018 — жіночий тенісний турнір, що проходив на кортах з ґрунтовим покриттям National Tennis Center в Москві (Росія). Це був перший за ліком турнір. Належав до серії International в рамках Туру WTA 2018. Тривав з 23 до 29 липня 2018 року.

## Учасниці основної сітки в одиночному розряді

### Сіяні пари
| Країна    | Гравчиня            | Рейтинг1 | Сіяна |
| --------- | ------------------- | -------- | ----- |
| Німеччина | Юлія Гергес         | 10       | 1     |
| Росія     | Дарія Касаткіна     | 13       | 2     |
| Латвія    | Анастасія Севастова | 22       | 3     |
| Чехія     | Катерина Сінякова   | 36       | 4     |
| Білорусь  | Олександра Соснович | 41       | 5     |
| Румунія   | Ірина-Камелія Бегу  | 42       | 6     |
| Франція   | Алізе Корне         | 48       | 7     |
| Естонія   | Кая Канепі          | 51       | 8     |

- 1 Рейтинг подано станом на 16 липня 2018.

### Інші учасниці
Нижче наведено учасниць, які отримали вайлдкард на участь в основній сітці:
- Антонія Лоттнер
- Анастасія Потапова

Такі учасниці отримали право на участь в основній сітці завдяки захищеному рейтингові:
- Лаура Зігемунд

Нижче наведено гравчинь, які пробились в основну сітку через стадію кваліфікації:
- Паула Бадоса Хіберт
- Дебора К'єза
- Варвара Флінк
- Валентіні Грамматікопулу
- Валентина Івахненко
- Мартіна Тревізан

Такі тенісистки потрапили в основну сітку як Щасливі лузери:
- Ірина Бара
- Ольга Данилович

### Відмовились від участі
До початку турніру
- Ірина-Камелія Бегу → її замінила  Ірина Бара
- Міхаела Бузернеску → її замінила  Вікторія Томова
- Сара Еррані → її замінила  Анна Кароліна Шмідлова
- Полона Герцог → її замінила  Віра Звонарьова
- Петра Мартич → її замінила  Ольга Данилович
- Юлія Путінцева → її замінила  Тамара Зіданшек
- Олена Весніна → її замінила  Катерина Александрова

Під час турніру
- Анастасія Севастова

### Знялись
- Тамара Зіданшек

## Учасниці основної сітки в парному розряді

### Сіяні пари
| Країна    | Гравчиня                     | Країна    | Гравчиня            | Рейтинг1 | Сіяна |
| --------- | ---------------------------- | --------- | ------------------- | -------- | ----- |
| Швейцарія | Ксенія Нолл                  | Швеція    | Юганна Ларссон      | 87       | 1     |
| Росія     | Вероніка Кудерметова         | Білорусь  | Лідія Морозова      | 117      | 2     |
| Австралія | Монік Адамчак                | Австралія | Джессіка Мур        | 129      | 3     |
| Росія     | Дзаламідзе Натела Георгіївна | Австралія | Анастасія Родіонова | 132      | 4     |

- 1 Рейтинг подано станом на 16 липня 2018.

### Інші учасниці
Нижче наведено пари, які отримали вайлдкард на участь в основній сітці:
- Софія Лансере /  Олена Рибакіна
- Поліна Монова /  Марина Заневська

## Переможниці та фіналістки

### Одиночний розряд
- Ольга Данилович —  Анастасія Потапова, 7–5, 6–7(1–7), 6–4

### Парний розряд
- Анастасія Потапова /  Віра Звонарьова —  Олександра Панова /  Галина Воскобоєва, 6–0, 6–3